# ZNF708
ZNF708 (англ. Zinc finger protein 708) – білок, який кодується однойменним геном, розташованим у людей на короткому плечі 19-ї хромосоми. Довжина поліпептидного ланцюга білка становить 499 амінокислот, а молекулярна маса — 57 357.
| 10         |  | 20         |  | 30         |  | 40         |  | 50         |
| ---------- |  | ---------- |  | ---------- |  | ---------- |  | ---------- |
| MKRHEMAAKP |  | PAMCSHFAKD |  | LRPEQYIKNS |  | FQQVILRRYG |  | KCGYQKGCKS |
| VDEHKLHKGG |  | HKGLNRCVTT |  | TQSKIVQCDK |  | YVKVFHKYSN |  | AKRHKIRHTG |
| KNPFKCKECG |  | KSFCMLSQLT |  | QHEIIHTGEK |  | PYKCEECGKA |  | FKKSSNLTNH |
| KIIHTGEKPY |  | KCEECGKAFN |  | QSSTLTRHKI |  | IHTGEKLYKC |  | EECGKAFNRS |
| SNLTKHKIVH |  | TGEKPYKCEE |  | CGKAFKQSSN |  | LTNHKKIHTG |  | EKPYKCGECG |
| KAFTLSSHLT |  | THKRIHTGEK |  | PYKCEECGKA |  | FSVFSTLTKH |  | KIIHTEEKPY |
| KCEECGKAFN |  | RSSHLTNHKV |  | IHTGEKPYKC |  | EECGKAFTKS |  | STLTYHKVIH |
| TGKKPYKCEE |  | CGKAFSIFSI |  | LTKHKVIHTE |  | DKPYKCEECG |  | KTFNYSSNFT |
| NHKKIHTGEK |  | PYKCEECGKS |  | FILSSHLTTH |  | KIIHTGEKPY |  | KCKECGKAFN |
| QSSTLMKHKI |  | IHTGEKPYKC |  | EECGKAFNQS |  | PNLTKHKRIH |  | TKEKPYKCK  |

A: Аланін

C: Цистеїн

D: Аспарагінова кислота

E: Глутамінова кислота

F: Фенілаланін

G: Гліцин

H: Гістидин

I: Ізолейцин

K: Лізин

L: Лейцин

M: Метіонін

N: Аспарагін

P: Пролін

Q: Глутамін

R: Аргінін

S: Серин

T: Треонін

V: Валін

Кодований геном білок за функцією належить до фосфопротеїнів. 
Задіяний у таких біологічних процесах, як транскрипція, регуляція транскрипції. 
Білок має сайт для зв'язування з іонами металів, іоном цинку, ДНК. 
Локалізований у ядрі.